# Zentrum Bildende Kunst Neubrandenburg
Das Zentrum Bildende Kunst Neubrandenburg war ein 1969 eigens für die „Produktion von Kunst auf kollektiver Basis“ gebildeter Betrieb in Neubrandenburg. Zu seinen Aufgaben gehörten insbesondere die Realisierung öffentlicher Aufträge für architekturbezogene bildende Kunst, Tafelbilder, Druckgrafik, Gebrauchsgrafik und Gebrauchswerbung und Textilkunst. Dazu wurde u. a. eine technische Werkstatt für Keramik, Metall und Glas eingerichtet. Weitere Aufgaben waren Kunsthandel, die Durchführung von Kunstausstellungen und Kunstpropaganda.

## Beschreibung
Die anfängliche Idee einer Genossenschaft hatte sich nicht durchgesetzt, und das Unternehmen erhielt bei der Gründung die Rechtsform des Volkseigenen Betriebs (VEB). Es war der Abteilung Kultur des Rats des Bezirks Neubrandenburg unterstellt. Wie alle volkseigenen Betriebe arbeitete es nach den Regeln der sozialistischen Planwirtschaft, wozu u. a. Haushalts-, Perspektiv- und Finanzpläne gehörten. Bei der Gründung wurden aus Staatsmitteln die erforderlichen Räumlichkeiten und Ausrüstung zur Verfügung gestellt, zugleich aber gefordert, dass das Unternehmen verlustfrei wirtschaften muss. Dabei wurde davon ausgegangen, dass es sich „bei der … Form um ein Experiment handelte, vor allem im Hinblick auf die soziale Stellung der Künstler als festangestellte Mitarbeiter des Betriebes.“
Mit Beschluss des Rates der Bezirks Neubrandenburg wurde das Zentrum im Januar 1973 in eine Haushaltseinrichtung des Rats umgewandelt. Außer den in den Werkstätten arbeitenden Kunsthandwerkern waren die Künstler seitdem freischaffend tätig, und sie konnten die Ateliers mieten. Das Zentrum trat bei architekturbezogenen Werken als Nachauftragnehmer auf. Da keine Verkaufsgenossenschaft existierte übernahm das Zentrum Werke der Tafelmalerei und Grafik in Kommission. Diese Arbeiten wurden vor allem für die Erstausstattung von Gemeinschaftseinrichtungen, Schulen und Kindergärten u. ä., aber auch zum privaten Gebrauch angeboten.
Der Gründung des Zentrums lag die Idee zugrunde, den vor allem infolge des Anwachsens der Stadt Neubrandenburg, der Ansiedlung volkseigener Betriebe und des Wachsens des Tourismus im Bezirk Neubrandenburg enorm steigenden Bedarf effektiv zu decken. U. a. wurde bei der Gründung mit einem Anwachsen der Zahl der Urlauber von 700 000 auf 1,3 Millionen gerechnet. Das Gründungsmitglied Wolfram Schubert sagte dazu im Oktober 1968 auf einer Tagung des Zentralvorstands des Verbands Bildender Künstler der DDR: „Da wird natürlich auch für Künstler Arbeit entstehen, denn die Menschen wollen Andenken mitnehmen. Wir sehen nicht ein, dass wir diesen großen Bereich Leuten überlassen sollen, die irgendwelchen Kitsch produzieren.“

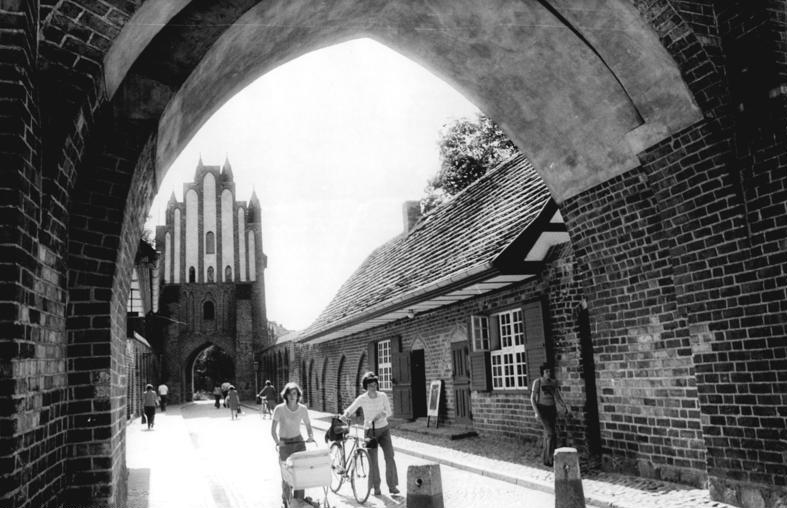
Verkaufsgalerie am Friedländer Tor (1978)

Zudem sollten interessierten bildenden Künstlern und Kunsthandwerkern organisatorisch-technische Aufgaben und „handwerklichen Kleinkram“ abgenommen werden. Zu diesem Zweck hatte das Zentrum entsprechende Mitarbeiter, u. a. schon in der Anfangszeit einen Keramikingenieur, der vorher in den Fliesenwerken Friedland tätig war. Junge Nachwuchskünstler, die bis dahin „schlecht und recht“ existierten, sollten über das Zentrum zu Aufträgen und Ausstellungsmöglichkeiten kommen.
Zu den künstlerischen und kunsthandwerklichen Arbeitsgebieten gehörten insbesondere Metall-. Keramik- und Glasgestaltung, Fotografie, Malerei, Bildhauerei und Grafik. Dafür wurden Werkstätten und ein Atelier auf dem Datzeberg errichtet.
Der Schwerpunkt der Tätigkeit lag bei monumentalen baugebundenen Arbeiten. Vor allem bei großen Aufträgen für baugebundene Kunst hatte das Zentrum faktisch eine Monopolstellung. Zu seinen wichtigen Projekten gehörten z. B. 1989 die „Konzeption zur bildkünstlerischen Gestaltung“ für die Pädagogische Hochschule Neubrandenburg und die Schaffung und einer großen Mosaikwand in der Schule sowie zwei große Fresken im Verwaltungsgebäude Neubrandenburg, die 1991 zerstört wurden.
Das Zentrum arbeitete u. a. mit Kunstwissenschaftlern zusammen. Es war Ausbildungsbetrieb für kunsthandwerkliche Berufe wie Töpfer und vergab Förderstipendien, u. a. 1988 an Wolfgang Tietze.
Gründungsmitglieder des Zentrums waren Sieghart Dittner, Barbara Löffler, Gottfried Löffler, Erhard Großmann, Karl Rätsch und Klaus Werner. Direktorin war von 1971 bis 1981 Ruth Crepon. Auf dem Höhepunkt gehörten zum Zentrum etwa zwölf Künstler sowie weitere freie Mitarbeiter.
Nach der deutschen Wiedervereinigung wurde das Zentrum privatisiert und in eine GmbH umfirmiert. Es war weiter wirtschaftlich aktiv. U. a. veranstaltete es Ausstellungen und publizierte Bücher. 2002 wurde das Zentrum aufgelöst.

## Weitere künstlerische Mitglieder des Zentrums (unvollständig)
- Falko Behrendt (* 1951), Maler und Grafiker
- Gunter Bernhardt
- Andreas Homberg (* 1950)
- Reinhard Kranz (* 1948)
- Joachim Lautenschläger (* 1944), Maler und Grafiker
- Uwe Maroske (1951–2020), Bildhauer
- Werner Schinko (1929–2016), Maler und Grafiker
- Hans Gerhard Templin (1936–2022), Maler und Grafiker
- Karl-Heinz Wenzel (* 1932), Maler und Grafiker